# Тушканові
Тушканові (Allactaginae Vinogradov, 1925) — систематична група гризунів, що має статус підродини в родині Стрибакові (Dipodidae s. lato), одна з 5 її підродин. Тушканові належать до групи немишовидих гризунів.

## Поширення
Тушканові поширені в Азії, східній частині Європи та Північній Америці.

## Класифікація

### Найближчі родини
Родину тушканових при широких трактуваннях обсягів родин нерідко об'єднують зі стрибаками та мишівками у єдину родину Стрибакові (Dipodidae sensu lato).
У інших випадках за ними зберігають ранг родин, яких об'єднують у надродину стрибакуватих (Dipodoidea).
основними класифікаційними групами при таких об'єднаннях є наступні п'ять:
- підродина Allactaginae — тушканові (типовий рід Allactaga)
- підродина Cardiocraniinae (типовий рід Cardiocranius)
- підродина Dipodinae — стрибакові (типовий рід Dipus)
- підродина Euchoreutinae (типовий рід Euchereutes)
- підродина Paradipodinae (типовий рід Paradipus)

### Роди і види тушканових
Група Allactaginae (або Allactagidae) включає три роди, які поділяють на 15 видів. Найбагатшим за числом видів є рід Allactaga. Класифікація тушканових така:
- Allactaga — тушкан
  - Allactaga major — тушкан великий
  - Allactaga severtzovi
- Allactodipus
  - Allactodipus bobrinskii
- Orientallactaga
  - Orientallactaga balikunica
  - Orientallactaga bullata
  - Orientallactaga sibirica
- Pygeretmus — тушканчик
  - Pygeretmus platyurus
  - Pygeretmus pumilio — тушканчик малий
  - Pygeretmus shitkovi
- Scarturus
  - Scarturus aulacotis
  - Scarturus caprimulga
  - Scarturus elater
  - Scarturus euphraticus
  - Scarturus heptneri
  - Scarturus hotsoni
  - Scarturus indicus
  - Scarturus tetradactylus
  - Scarturus vinogradovi
  - Scarturus williamsi